# 38 Рыси
38 Рыси (лат. 38 Lyncis) — звезда спектрального класса A1 (белая звезда главной последовательности), четвёртой величины (416 место по яркости в земном небе) в созвездии Рыси. 38 Рыси — двойная звезда, расположенная в чуть больше чем 120 световых годах от Земли, и удаляется со скоростью 4±2,7 километра в секунду. Общая скорость движения относительно Солнечной системы — 23,8 км/с. Её галактическая орбита пролегает на расстоянии между 20600 и 24500 световых лет от галактического центра, текущее расстояние от него — 7427 парсек.